# Théophile de Donder
Théophile Ernest de Donder (Bruxelles, 19 agosto 1872 – Bruxelles, 11 maggio 1957) è stato un matematico e fisico belga noto soprattutto per il suo lavoro sullo sviluppo delle correlazioni tra il concetto di affinità chimica e di energia libera (1923); è considerato il padre della termodinamica dei processi irreversibili.

## Biografia
Conseguì il dottorato in fisica e matematica presso l'Université Libre de Bruxelles nel 1899, con una tesi dal titolo Sur la Théorie des Invariants Intégraux (Sulla teoria degli invarianti integrali). Divenne poi professore presso la stessa università, esercitando dal 1911 al 1942. Inizialmente continuò le ricerche di Henri Poincaré e Élie Cartan. Dal 1914 in poi fu influenzato dal lavoro di Albert Einstein e divenne un entusiasta sostenitore della teoria della relatività. Dal 1923 lo sviluppo della sua definizione di affinità chimica e gli studi sulla connessione tra l'affinità chimica e l'energia libera di Gibbs gli conferirono rinomanza nel campo. Il suo lavoro venne poi ulteriormente sviluppato da Ilya Prigogine. Fu anche socio oltre che amico di Albert Einstein. Nel 1927 fu uno dei partecipanti alla quinta conferenza Solvay sulla fisica presso l'Istituto internazionale di fisica Solvay in Belgio.

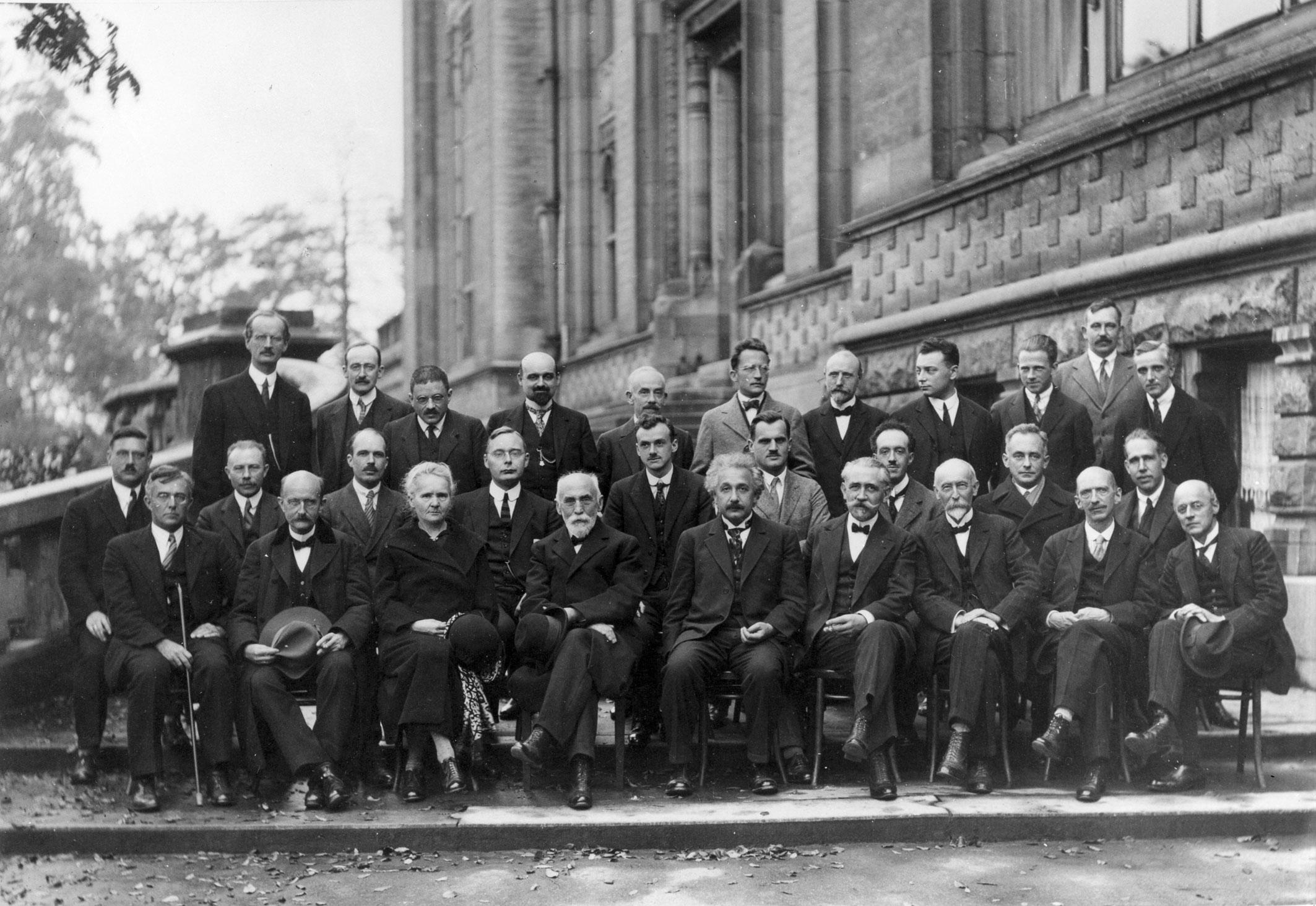
Al Congresso Solvay del 1927 (il quinto da sinistra della fila dietro, parzialmente coperto da Dirac)

## Opere
- Thermodynamic Theory of Affinity: A Book of Principles. Oxford, England: Oxford University Press (1936)
- The Mathematical Theory of Relativity. Cambridge, MA: MIT (1927)[3]
- Sur la théorie des invariants intégraux (thesis) (1899).
- Théorie du champ électromagnétique de Maxwell-Lorentz et du champ gravifique d'Einstein (1917)
- La gravifique Einsteinienne (1921)
- Introduction à la gravifique einsteinienne (1925)[4]
- Théorie mathématique de l'électricité (1925)[5]
- Théorie des champs gravifiques (1926)[6]
- Application de la gravifique einsteinienne (1930)
- Théorie invariantive du calcul des variations (1931)[7]